# My Own Grave
My Own Grave je švedski death/thrash metal sastav iz Sundsvalla.

## Povijest sastava
Osnovali su ga gitarist Anders Haren, basist Max Bergman i bubnjar John Henriksson u travnju 2001. godine. Ubrzo im se pridružuje pjevač Ramin Farhadian te snimaju prvi demo New Path/Same Path. Za potrebe idućeg dema angažiraju još jednog gitarista, Stefana Kihlgrena, te objavljuju Dissection of a Mind 2002. i Blood and Ashes 2003. Nakon potonjeg, pjevač Farhadian napušta sastav te ga zamjenjuje Mikael Aronsson s kojim snimaju posljednji demo Progression Through Deterioration prije potpisa za nizozemsku izdavačku kuću Karmageddon Media, pod kojom im je 2006. objavljen prvi studijski album Unleash. Nakon toga potpisuju za singapursku izdavačku kuću Pulverised Records za koju najprije objavljuju EP Unholy, a 2009. godine svoj drugi, te zasada i posljednji studijski album Necrology. Snimili su i spot za pjesmu "None Shall See" s tog albuma.

## Članovi sastava
Trenutačna postava
- Max Bergman - bas-gitara
- John Henriksson - bubnjevi
- Anders Härén - gitara
- Mikael Aronsson - vokal
- Lars Westberg - gitara

Bivši članovi
- Stefan Kihlgren - gitara
- Ramin Farhadian - vokal

## Diskografija
Studijski albumi
- Unleash (2006.)
- Necrology (2009.)

EP
- Unholy (2007.)

Demo albumi
- New Path / Same Path (2001.)
- Dissection of a Mind (2002.)
- Blood and Ashes (2003.)
- Progression Through Deterioration (2004.)

## Vanjske poveznice
- Službena stranica  Arhivirana inačica izvorne stranice od 17. listopada 2011. (Wayback Machine)